# Ptolemaia
Ptolemaia — рід вимерлих афротерійних ссавців з олігоцену Східної Африки. Рід і типовий вид, P. lyonsi, був описаний Генрі Ферфілдом Осборном у 1908 році з формації Джебель-Катрані Фаюмської западини Єгипту. Назва роду вказує на династію Птолемеїв у Стародавній Греції, яка правила єгипетським регіоном, де було виявлено Ptolemaia, тоді як видовий епітет lyonsi вшановує Х. Г. Ліонса, тодішнього директора Єгипетської геологічної служби. Другий вид, P. grangeri, був описаний у 1987 році та названий на честь палеонтолога початку 20-го століття Уолтера В. Грейнджера. Викопні рештки P. grangeri також відомі з Кенії.